# Gornja Bišnja
Gornja Bišnja (cyr. Горња Бишња) – wieś w Bośni i Hercegowinie, w Republice Serbskiej, w gminie Derventa. W 2013 roku liczyła 7 mieszkańców.